# Expédition polaire de S. A. Andrée

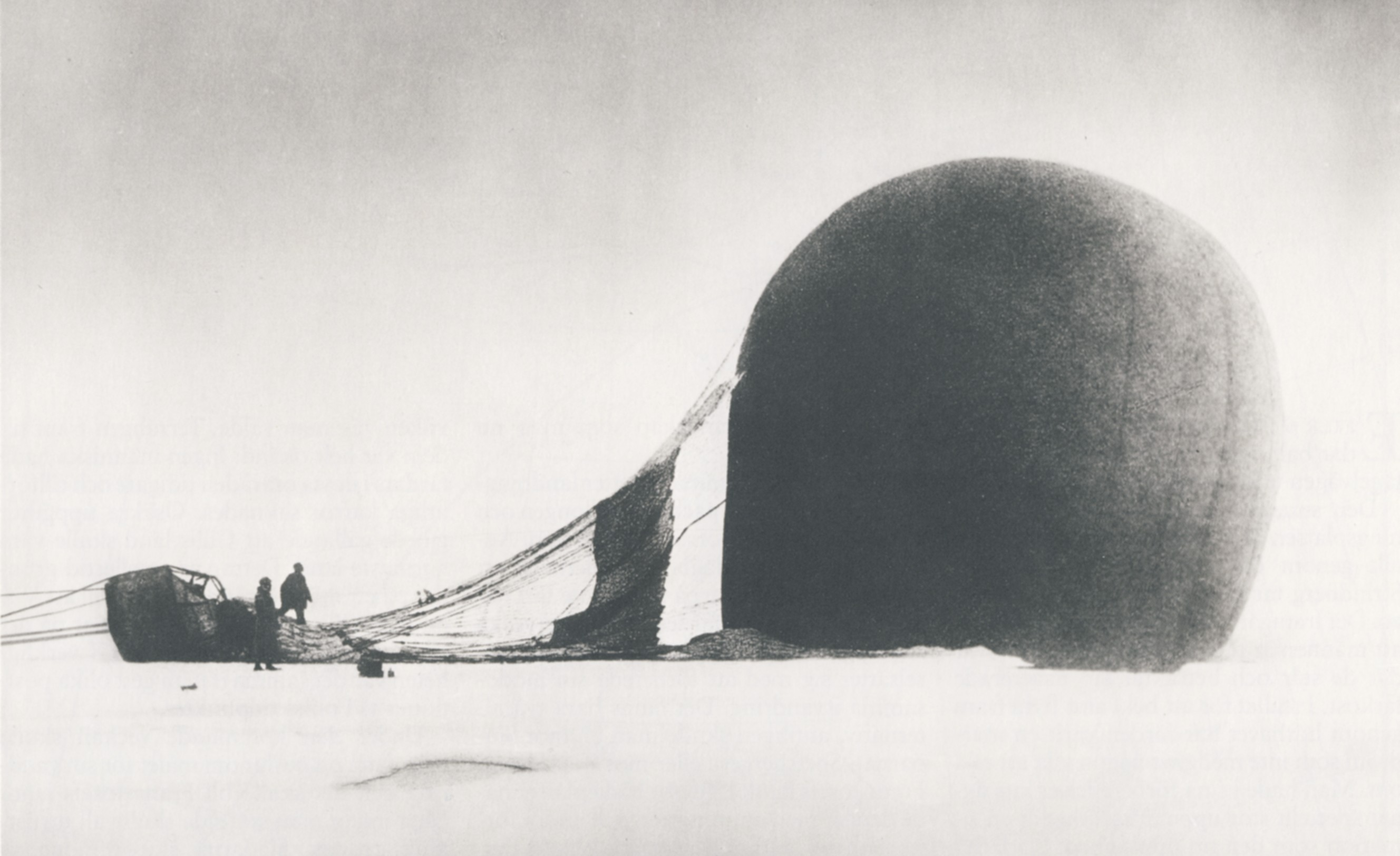
S. A. Andrée et Knut Frænkel avec leur ballon écrasé sur la banquise. Cette photo, dont le négatif ne fut retrouvé qu’en 1930, fut prise par le troisième membre de l’expédition manquée de 1897, Nils Strindberg.

L'expédition polaire de 1897 de S. A. Andrée fut une tentative tragique de rejoindre le pôle Nord. Elle entraîna le décès de ses trois participants.
S. A. Andrée, le tout premier aérostier suédois, proposa de réaliser un périple en ballon à hydrogène du Svalbard à la Russie ou au Canada, avec pour objectif de survoler en cours de route le pôle Nord. Cette initiative fut accueillie en Suède avec un grand enthousiasme, exacerbé par le patriotisme d’une nation nordique jusqu’alors à la traîne dans la course au pôle Nord.

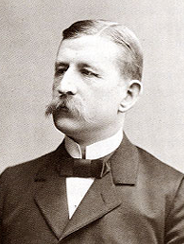
S. A. Andrée (1854-97).

Les dangers inhérents à cette expédition furent négligés par Andrée. Une conduite efficace du ballon était nécessaire à la bonne marche du voyage, mais le dispositif de conduite, développé par Andrée et utilisant un système de guideropes, montrait de nombreux signes de faiblesse. Ce sont ces guideropes qui scellèrent le sort de l’expédition. Pire encore, Örnen (l’Aigle), le ballon de l’expédition, fut directement livré au Svalbard par son constructeur parisien sans aucun test préalable. Andrée refusa par ailleurs d’envisager les conséquences alarmantes de mesures montrant que le ballon fuyait plus que prévu. L’optimisme forcené d’Andrée ainsi que sa foi en la technologie combinée à un mépris des forces de la nature, sont aujourd’hui vus par beaucoup de spécialistes comme la principale cause à l’origine des péripéties qui entraînèrent la mort d’Andrée et de ses compagnons Nils Strindberg (1872-1897) et Knut Frænkel (1870-1897).
Peu après le départ du Svalbard en juillet 1897, le ballon se mit à perdre de l’hydrogène et s’écrasa sur la banquise après seulement deux jours de voyage. Les trois explorateurs s’en sortirent sains et saufs, mais durent dès lors entreprendre une périlleuse randonnée vers le sud, sur l’étendue de glace à la dérive. Mal habillés, mal préparés et mal équipés pour une telle aventure, ainsi que surpris par la difficulté de cette entreprise, ils furent incapables de trouver une échappatoire. Pris par l’hiver en octobre, ils finirent épuisés sur l’île désertée de Kvitøya où ils trouvèrent la mort. Pendant 33 ans, le destin d’Andrée et de ses compagnons demeura une énigme. La découverte fortuite en 1930 des restes de leur dernier campement suscita un engouement médiatique important en Suède, où les explorateurs furent pleurés et idolâtrés. Les motivations d’Andrée furent par la suite réinterprétées à la lumière du rôle de lieu d’expression de la masculinité et du patriotisme joué par les régions polaires. Un exemple en est le livre à succès de Per Olof Sundman, qui en 1967 décrit de manière romancée la tragique expédition dans Le Voyage de l’ingénieur Andrée. Ce dernier y est vu comme faible et cynique, manipulé par les médias et ses sponsors. Les écrivains d’aujourd’hui portent un regard plus ou moins sévère sur Andrée pour avoir quasiment sacrifié la vie de ses jeunes compagnons, le voyant tantôt comme le manipulateur, tantôt comme la victime de la ferveur nationaliste suédoise de la fin du XIXe siècle,,.

## Le plan d'Andrée

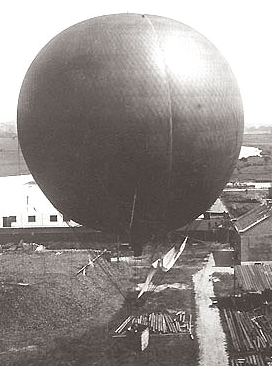
Le Svea, le ballon à hydrogène de Andrée.

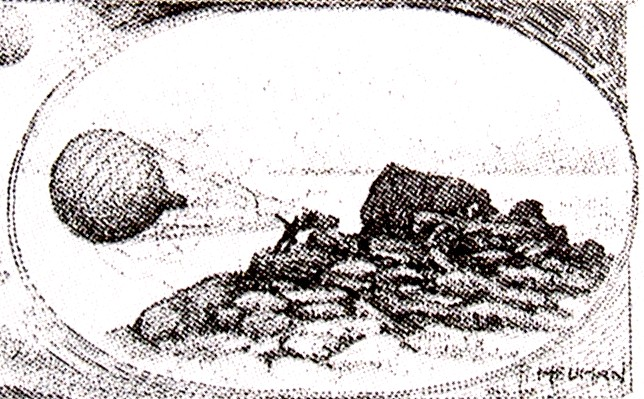
Cette caricature montre Andrée sur un îlot de la mer Baltique, essayant de retenir un Svea ridiculement petit face à la puissance du vent.

La seconde moitié du XIXe siècle a souvent été appelée l'« âge héroïque de l'exploration polaire ». Les régions inhospitalières et dangereuses de l’Arctique et de l’Antarctique n’étaient pas, dans l’imaginaire de l’époque, des lieux au milieu et à la culture préservés, mais des espaces de défis technologiques et d’audace virile[réf. nécessaire].
Partageant cet enthousiasme, S. A. Andrée élabora sur l'impulsion d'Adolf Erik Nordenskiöld, le célèbre découvreur du passage du Nord-Est, un plan consistant à réaliser à l’aide du vent un voyage en ballon à hydrogène du Svalbard à l’Alaska, au Canada ou à la Russie, tout en survolant le pôle Nord. Andrée était alors un ingénieur employé au bureau des brevets de Stockholm et passionné d'aérostation. Il avait acheté en 1893 son ballon, le Svea, avec lequel il réalisa depuis Göteborg ou Stockholm en tout et pour tout neuf voyages, pour un total de 1 500 kilomètres. Les vents dominants d’ouest avaient tendance à le pousser au-delà des côtes suédoises, l’entraînant dans de périlleux survols de la mer Baltique se terminant parfois par un échouage sur un des nombreux îlots rocheux de l’archipel de Stockholm. Il fut même à une reprise poussé jusqu’en Finlande. Son plus long voyage lui fit rallier l’île de Gotland depuis Göteborg, traversant ainsi la Suède d’ouest en est. Bien qu’ayant pu apercevoir un phare et entendre les vagues déferlant sur la côte de l’île d’Öland, il était persuadé de survoler des lacs.
À deux reprises lors des vols du Svea, Andrée réalisa des tests de sa méthode de direction à l’aide de guideropes, dont il avait l’intention de se servir pour son projet d’expédition polaire. Un ballon allant à la même vitesse que le vent, il est impossible d’utiliser un système de voiles pour le diriger. Les guideropes, qui sont des cordes accrochées à la nacelle du ballon et qui pendent de manière à en partie traîner au sol, permettent de ralentir le ballon grâce à un phénomène de friction. Le ballon ainsi plus lent que le vent, des voiles peuvent être utilisées pour le diriger. Andrée affirmait que, grâce à cette association de cordes et de voiles, sa charlière était en gros assimilable à un dirigeable, ce qui n’est pas acceptable pour les pilotes actuels de ballon à gaz[réf. nécessaire]. Pour l’association suédoise d'aérostation, Andrée prenait ses désirs pour des réalités, trompé par des vents capricieux et par le fait qu’il ne connaissait bien souvent qu’avec une faible précision sa position et son chemin exacts, se trouvant souvent pris dans les nuages. De plus, ses cordes risquaient de se casser, de tomber, de s’emmêler ou de rester coincées au sol, ce qui pouvait amener le ballon jusqu’à rebondir au sol. Parmi les chercheurs s’intéressant de nos jours à Andrée, aucun n’a accordé la moindre confiance en la possibilité d’utiliser des guideropes comme méthode de pilotage d’un ballon.

## Publicité et financement

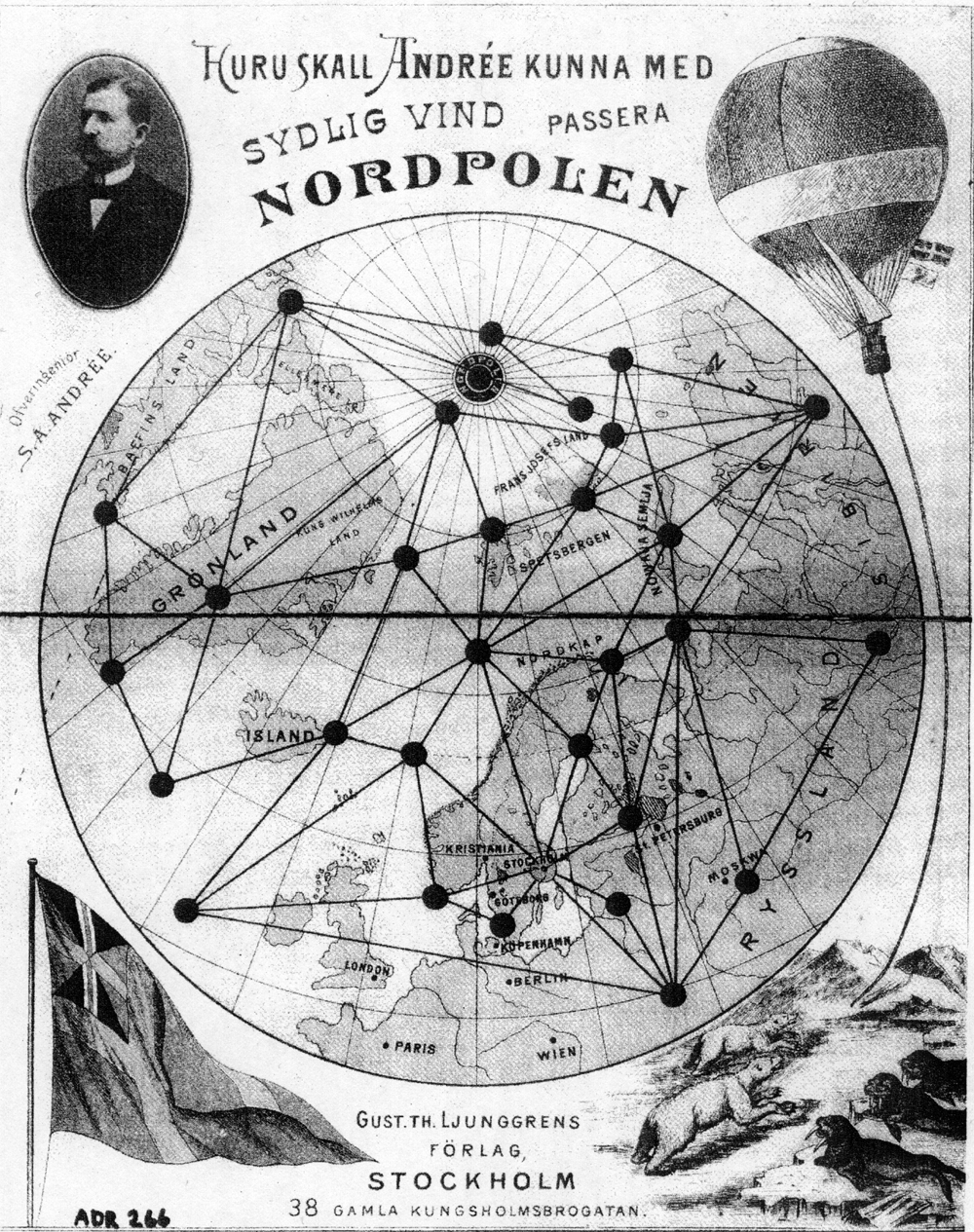
Un jeu de société de 1896, inspiré du projet d’expédition d’Andrée.

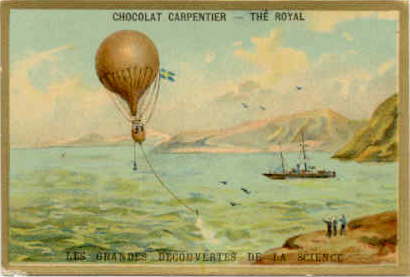
Une carte postale française représentant en 1896 le ballon d’Andrée.

Alors que la Norvège, à l’époque unie à la Suède, affirmait son rôle de puissance majeure dans l’exploration des régions arctiques grâce notamment à Fridtjof Nansen, l’élite politique et scientifique suédoise souhaitait voir la Suède reprendre la place de leader scandinave qui semblait lui être due. Il fut ainsi assez aisé pour Andrée, orateur doué, de convaincre les décideurs et financiers. Lors d’une conférence donnée en 1895 à l’académie royale des sciences de Suède, il fit grosse impression devant un public composé de géographes et météorologues. Il y détailla quatre conditions que devait remplir un ballon destiné à l’exploration polaire. Il devait :
- être capable de soutenir le poids des trois passagers et de leur équipement scientifique, d’appareils photos adaptés à la réalisation de prises de vue aériennes, de la nourriture pour trois mois ainsi que du ballast, soit environ une masse de 3 000 kilogrammes ;
- être assez étanche pour pouvoir rester trente jours en l’air sans interruption ;
- être rempli sur le site de lancement avec de l’hydrogène produit sur place ;
- pouvoir être dirigé, de quelque manière que ce soit.

Andrée se montra particulièrement optimiste dans sa présentation des éléments permettant de remplir ces conditions. Des ballons plus hermétiques et de taille importante avaient d’après lui déjà été construits en France, certains ayant même réussi à conserver leur hydrogène pendant plus d’une année sans perte significative de flottabilité. Le remplissage sur site du ballon ne présentait également pour lui aucun problème, pouvant aisément être réalisé à l’aide d’unités mobiles de production d’hydrogène. La direction devait par ailleurs reposer sur la technique développée par Andrée pour le Svea, qu’il affirma pouvoir suivre en vol de croisière une route différant de 27 degrés de la direction du vent.
Andrée affirma à son auditoire que seul le climat estival était propice à un voyage en ballon en Arctique, le jour polaire devant permettre de réaliser des expériences vingt-quatre heures sur vingt-quatre, de diviser par deux le temps nécessaire au voyage, ainsi que de s’affranchir de la nécessité de se poser pour la nuit, ce qui est toujours une opération délicate. Cela devait également éviter au ballon de perdre de sa flottabilité du fait du froid nocturne. La méthode de direction mise au point par Andrée était particulièrement adaptée à une étendue glacée, qui présente une faible friction et est vierge de végétation. Le faible niveau de précipitations dans la zone de l’expédition écartait le risque de voir le ballon se charger et prendre un poids trop important. Si toutefois des précipitations se produisaient, elles devaient, selon Andrée, fondre si la température dépasse zéro degrés, et en cas contraire être soufflées par le vent, puisque le ballon était censé avancer à une vitesse inférieure à celle du vent. Bien que très éloignées de la réalité de l’été arctique, fait de tempêtes et de brouillard, et présentant un taux d’humidité très élevé ainsi que des risques important de formation de glace, les explications d’Andrée convainquirent le parterre de spécialistes présents à la conférence. L’académie approuva le budget de 130 800 couronnes, dont 36 000 pour le seul ballon, présenté par Andrée. Grâce à cet appui les fonds affluèrent, avec les participations notables du roi Oscar II, qui contribua personnellement à hauteur de 30 000 couronnes, et de l’inventeur Alfred Nobel.
L’intérêt suscité par Andrée dépassa le seul cadre national, et les lecteurs européens et américains se montrèrent curieux vis-à-vis d’un projet dont la modernité et la dimension scientifique n’étaient pas sans rappeler les livres de l’auteur contemporain qu’était alors Jules Verne. La presse dans son ensemble porta un grand intérêt à la préparation de cette expédition, prédisant tantôt une mort certaine pour les aventuriers, tantôt un voyage facile du ballon (appelé par le reporter un « dirigeable »), porté jusqu’au pôle Nord comme prévu par les experts parisiens et les scientifiques suédois.

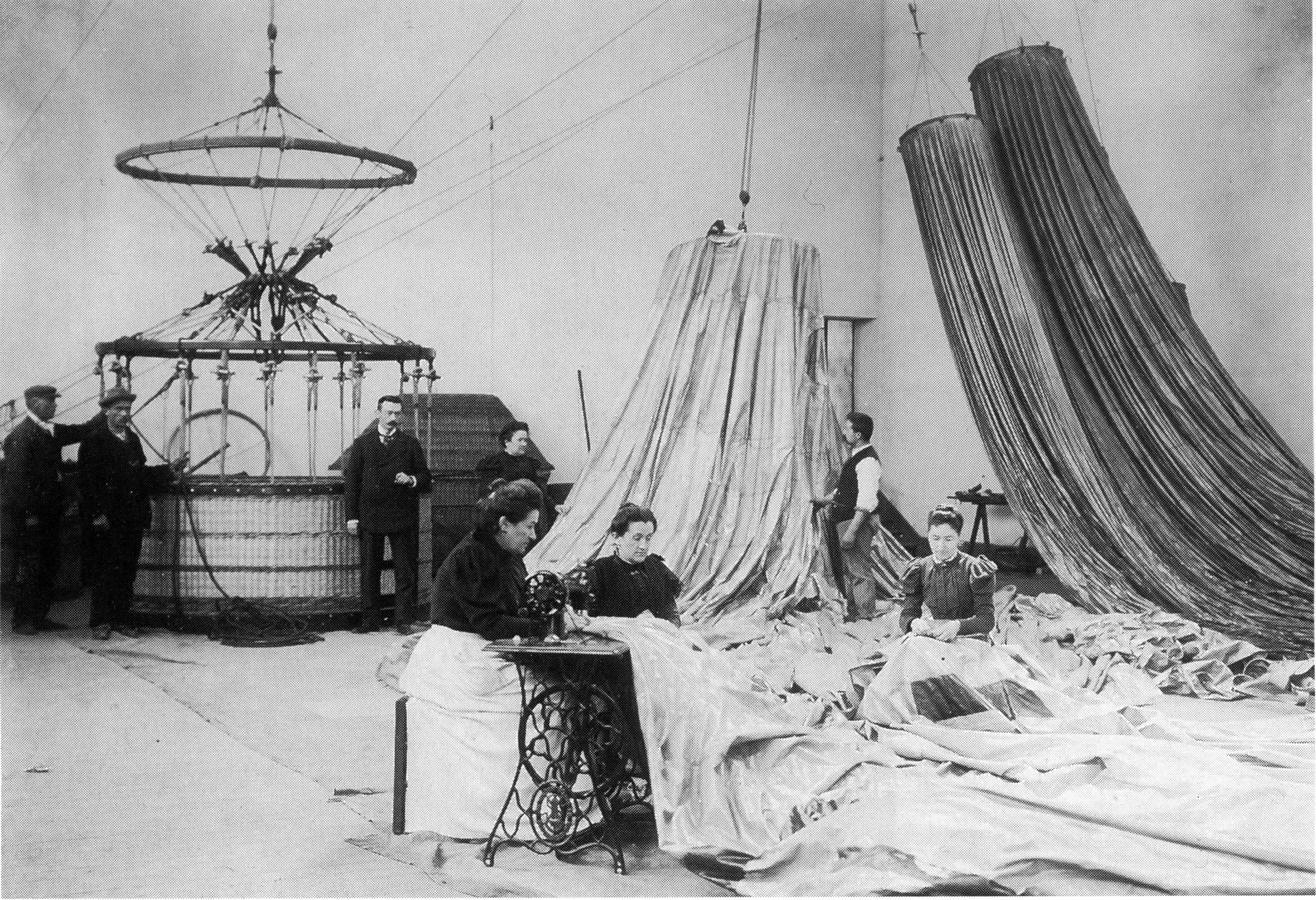
L’atelier de Henri Lachambre à Paris.

Si la presse populaire accordait une grande confiance dans le jugement des experts et des scientifiques, d’autres voix s’élevèrent pour critiquer le plan d’Andrée. Ce dernier étant le tout premier suédois à se lancer dans le pilotage de montgolfière, aucun de ses compatriotes n’avait le bagage nécessaire pour porter un regard critique sur la flottabilité du ballon et le système de guideropes. Par contre, en France et en Allemagne existait à cette époque une solide tradition vis-à-vis des montgolfières, et de nombreux pilotes étaient plus expérimentés qu’Andrée. Certains d’ailleurs exprimèrent leur scepticisme à propos de ses méthodes et inventions. Ces objections, de même que les mésaventures du Svea, ne parvinrent pas à dissuader Andrée de se lancer. Suivi avec enthousiasme par les médias nationaux et internationaux, il se rendit à Paris, capitale de la montgolfière, pour passer commande au célèbre aéronaute et constructeur de ballons Henri Lachambre d’un ballon verni à trois couches de soie et de 20,5 mètres de diamètre. Initialement nommé en français Le pôle Nord, le ballon fut finalement baptisé du nom de Örnen, L’Aigle en suédois.

## Le fiasco de 1896

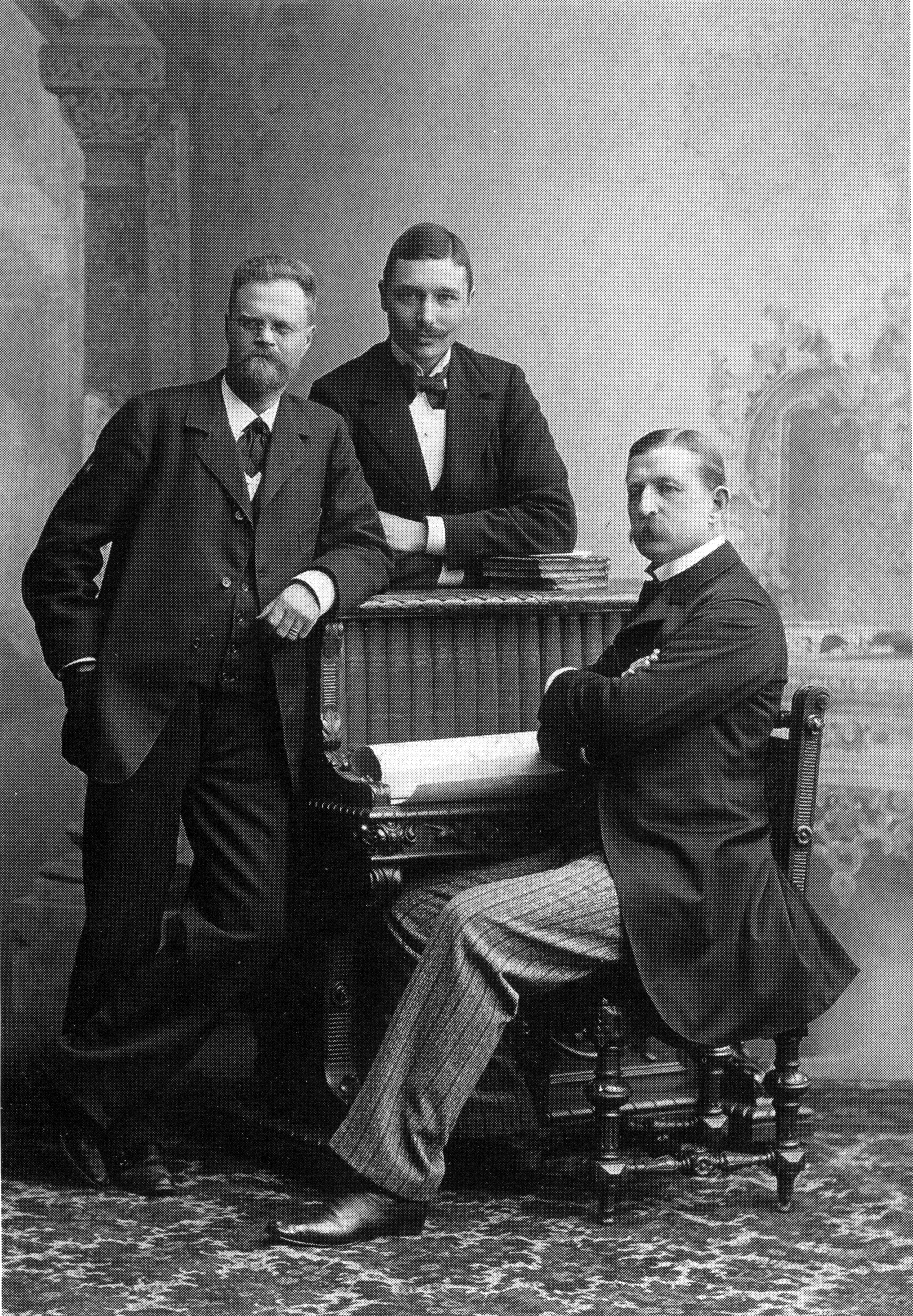
L’équipage de 1896, avec de gauche à droite Nils Gustaf Ekholm, Nils Strindberg et S. A. Andrée.

Pour le premier essai de son nouveau ballon, Andrée pouvait compter sur un nombre important de candidats prêts à être de la partie. Il choisit un spécialiste de la météo en Arctique, Nils Gustaf Ekholm, qui avait été son supérieur pour une expédition au Spitzberg en 1882 et 1883, ainsi que Nils Strindberg, un étudiant particulièrement brillant, qui menait des recherches dans les domaines de la physique et de la chimie. Le principal objectif de cette première expédition était de cartographier la zone à l’aide de prises de vue aériennes, et Strindberg était à la fois un photographe amateur doué et un habile constructeur d’appareils photo. Cette équipe rassemblait de grandes compétences techniques et scientifiques, mais manquait finalement d’entraînement physique pour la survie en milieu hostile. Seul l’un des équipiers était jeune, et ils étaient tous trois plus habitués à une existence sédentaire. Les techniques de survie n’étaient pas la préoccupation majeure d’Andrée, qui anticipait un voyage sans encombre à bord de son ballon.
Pour les auteurs modernes, les prévisions d’Andrée étaient irréalistes. Il comptait sur le fait que les vents allaient le pousser bon an mal an dans la direction voulue, qu’il pourrait affiner sa direction à l’aide des guideropes, que le ballon serait assez étanche pour pouvoir se maintenir en l’air pendant trente jours, et que de la neige ou de la glace ne vienne pas se fixer au ballon et le faire descendre. Son optimisme fut tout de suite refroidi par un vent du Nord soufflant sur le hangar du ballon à Danskøya, si bien que l’expédition dut replier le ballon, laisser s’échapper l’hydrogène, et s’en retourner. On sait maintenant que les vents du Nord sont dominants à Danskøya, mais les connaissances sur les flux d’air et les précipitations en Arctique en cette fin de XIXe siècle ne consistaient qu’en quelques hypothèses théoriques contestées. Même Ekholm, pourtant chercheur spécialisé dans le climat arctique, n’avait rien trouvé à redire à propos des prévisions avancées par Andrée sur la direction des vents. Il n’y avait tout simplement aucune donnée disponible pour les confirmer ou les infirmer.
Par ailleurs, Ekholm, au vu des résultats de ses mesures, se montrait très sceptique quant à la capacité du ballon à retenir l’hydrogène. Ses tests de flottabilité réalisés au cours de l’été 1896 pendant la période de production de l’hydrogène et de remplissage du ballon, l’avaient convaincu que les fuites étaient trop importantes pour pouvoir espérer atteindre le pôle Nord, et encore moins le Canada ou la Russie. La fuite la plus importante provenait des quelque huit millions d’orifices générés par la couture des pièces du ballon, que le collage de bandes de soie ou l’application d’un vernis à la composition tenue secrète ne semblait pas à même de colmater. Le ballon perdait l’équivalent de 68 kilogrammes de force portante par jour, et du fait de sa charge importante, ne devait pas d’après Ekholm pouvoir rester en l’air plus de 17 jours. Au retour de cette première tentative, il prévint Andrée qu’il ne serait pas de la seconde, prévue pour l’été 1897, à moins qu’un ballon plus solide et mieux colmaté ne soit acquis.
Andrée s'opposa aux critiques d'Ekholm, allant même jusqu'à user de tromperie. Sur le bateau le ramenant du Svalbard, Ekholm apprit de la bouche de l'ingénieur responsable de la fabrique d’hydrogène la raison des anomalies qu’il avait constatées lors de ses relevés : Andrée avait à plusieurs reprises secrètement donné l’ordre de rajouter de l’hydrogène dans le ballon. Les raisons de ce comportement autodestructeur ne sont pas connues, mais plusieurs auteurs ont émis l’hypothèse qu’Andrée était pris au piège de sa levée de fonds victorieuse,.

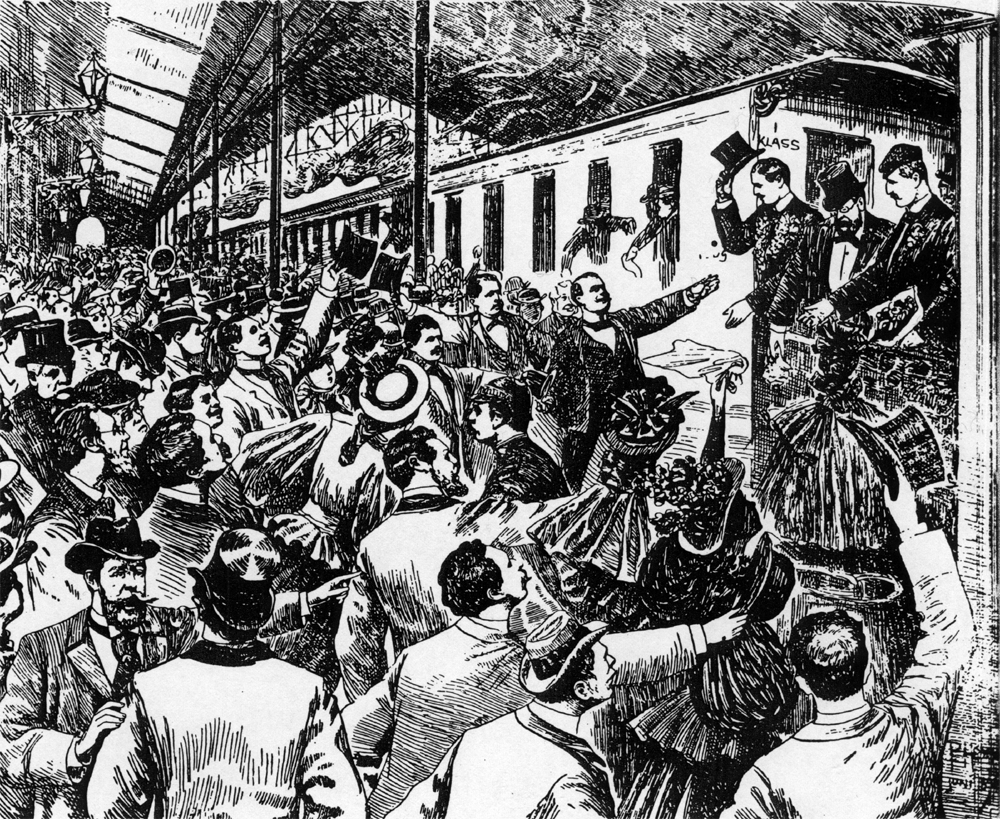
Le journal suédois Aftonbladet illustre le départ festif de Stockholm des trois aventuriers au printemps 1896.

Les parrains et les médias suivirent tous les délais et revers de l’expédition et réclamèrent à grands cris des résultats probants. Andrée, Strindberg, et Ekholm avaient quitté la Suède sous les acclamations de la foule (voir par exemple l’image du journal Aftonbladet, à droite), et l'espoir porté en eux fut réduit à néant par la longue attente de vents favorables sur Danskøya. Le contraste était particulièrement frappant entre le retour glorieux de Nansen de son voyage à bord du navire Fram et l'échec d'Andrée à même commencer son expédition. Pour Sundman, Andrée ne pouvait accepter que la presse relate non seulement le fait qu'il avait été incapable de prédire la direction des vents, mais aussi celui qu'il s'était trompé en commandant son ballon et devait en changer.

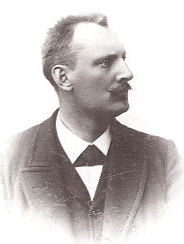
Knut Frænkel (1870-97).

À la suite de l’échec de la première mission, l’enthousiasme se dissipa et les candidats pour participer à une seconde tentative en 1897 ne furent pas légion. Il y en eut toutefois, et Andrée choisit Knut Frænkel, un ingénieur de 27 ans, pour remplacer Ekholm. Outre sa qualité d’ingénieur, Frænkel était un athlète et affectionnait les longs raids montagneux. Son rôle dans l’expédition était de réaliser les relevés météorologiques, et bien que n’ayant pas le bagage scientifique d’Ekholm, il s’acquitta de cette tâche avec une grande efficacité. Son journal a en effet permis de retracer avec une grande précision les déplacements des trois naufragés lors de leurs tout derniers mois.

## Le désastre de 1897

### Du lancement à l’atterrissage

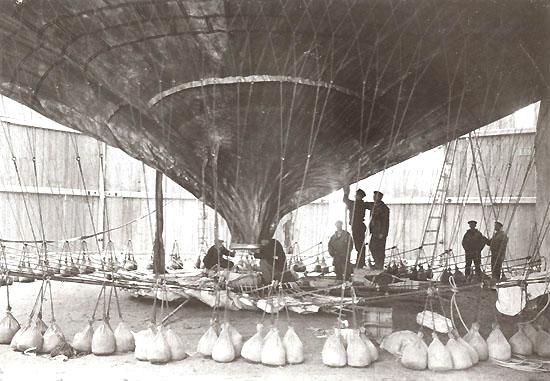
L’Aigle et son lest fait de sacs de sable.

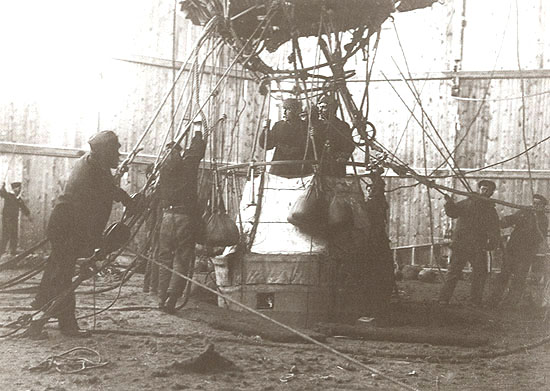
Quelques minutes avant le départ du 11 juillet 1897.

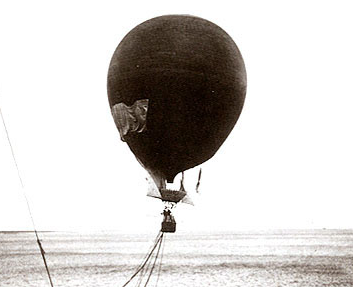
L’Aigle, naviguant vers le nord, photographié depuis le bateau à vapeur Virgo.

À leur retour sur Danskøya lors de l’été 1897, les explorateurs constatèrent que le hangar bâti l’année précédente avait bien résisté aux tempêtes hivernales. Les vents étaient plus favorables que l’année précédente, et la position de chef d’Andrée se trouvait renforcée par l’absence d’Ekholm, qui faisait autorité dans son domaine et était plus âgé que lui. Le 11 juillet, par un vent stable du sud-est, le toit du hangar de planches fut démonté, et les explorateurs montèrent dans la nacelle déjà chargée. Après qu’Andrée eut dicté un télégramme à destination du roi Oscar puis un autre à l’attention du journal Aftonbladet qui détenait les droits pour couvrir l’expédition, l’équipe technique coupa les dernières cordes retenant le ballon, qui s’éleva alors lentement. S’éloignant au-dessus de l’eau à une faible hauteur, il fut tiré vers le bas par le frottement sur le sol de ses guideropes longs de plusieurs centaines de mètres, tant et si bien que la nacelle vint effleurer la surface de l’eau. Les forces de friction firent également se tordre les cordes, qui se dévissèrent de leurs attaches. Ces attaches étaient un dispositif de sécurité imposé à Andrée, et qui avait pour objectif de permettre aux cordes bloquées au sol de se détacher sans trop de difficulté. En plus des guideropes, qui pesaient au total 530 kilogrammes, les explorateurs durent lâcher 210 kilogrammes de lest pour permettre au ballon de reprendre de la hauteur. Ainsi, dès les premières minutes du voyage, furent perdus 740 kilogrammes, et avant même d’être hors de vue du site de lancement, l’aérostat était passé du statut d’engin supposé manœuvrable à celui de simple ballon soumis aux caprices des vents, et dotée de trop peu de lest. Ainsi allégé, le ballon s’éleva à la hauteur imprévue de 700 mètres, à laquelle la faible pression de l’air permit à l’hydrogène de s’échapper rapidement par les huit millions de minuscules trous de son enveloppe.
Les passagers du ballon disposaient de deux moyens de communication avec l’extérieur : des bouées et des pigeons voyageurs. Les bouées, faites de cylindres d’acier montés sur du liège, pouvaient être lâchées depuis le ballon en vol sur la mer ou sur la glace, pour être ensuite transportées grâce aux courants. Seules deux furent retrouvées. La première, lancée seulement quelques heures après le départ faisait état d’un voyage se déroulant à merveille à une altitude de 250 mètres, alors que la seconde donnait une heure plus tard une altitude de 600 mètres. Les pigeons avaient été fournis par Aftonbladet et élevés dans le Nord de la Norvège dans l’espoir qu’ils y retournent. Dans chaque cylindre destiné à accueillir les messages se trouvait une notice en norvégien demandant à celui qui récupérerait le pigeon de faire parvenir le message à l’adresse du journal à Stockholm. Au moins quatre pigeons furent lâchés, qui n’atteignirent jamais la terre ferme. Un seul fut retrouvé, s’étant posé sur un bateau à vapeur norvégien où il fut rapidement tué. Le message qu’il portait était daté du 13 juillet et spécifiait que le voyage se passait bien. Lundsröm et d’autres spécialistes remarquent qu’aucun de ces messages ne mentionnait le départ hasardeux du ballon ainsi que la situation de plus en plus désespérée décrite en détail dans le journal d’Andrée : le ballon n’était pas bien équilibré, naviguait bien trop haut et perdait ainsi encore beaucoup plus d’hydrogène que ce qu’avait craint Ekholm, ce qui menaçait de le faire s’écraser sur la glace. Il était alourdi car complètement trempé par la pluie, et tout le sable ainsi qu’une partie de la charge utile devaient être jetés afin de le maintenir en l’air.
Le vol libre dura 10 heures et 29 minutes, et fut suivi de 41 heures d’un voyage chaotique entrecoupé de fréquents contacts avec le sol avant le crash final. Pendant les quelque deux jours du voyage que put réaliser L’Aigle, aucun des explorateurs ne put s’accorder un moment de sommeil. L’atterrissage final fut finalement assez doux, et personne ne fut blessé. Les pigeons voyageurs dans leurs cages d’osier étaient sains et saufs, et l’équipement, dont les fragiles instruments d’optique et les deux appareils photographiques de Strindberg, était préservé dans son intégralité.

### À pieds sur la glace

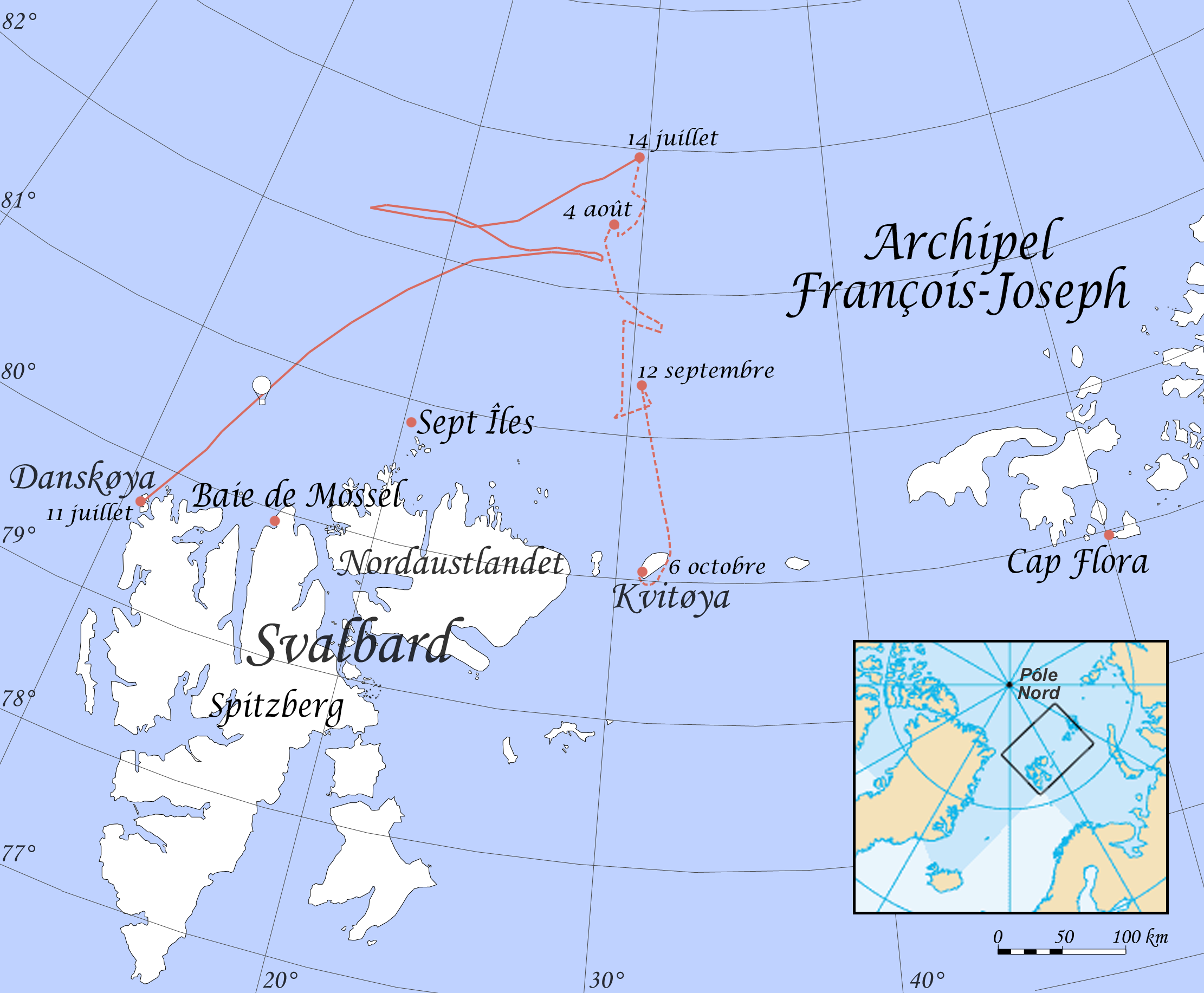
Carte du chemin parcouru par l’expédition d’abord en ballon vers le nord, puis à pieds vers le sud, en direction de Kvitøya.

Frænkel (à gauche) et Strindberg à côté du premier ours polaire tué par les explorateurs.

Dès l’atterrissage, l’appareil photo de Strindberg, initialement conçu pour cartographier la zone du pôle Nord depuis le ballon, devint le témoin de la vie quotidienne des explorateurs sur l’étendue de glace, des dangers qu’ils couraient et des corvées du voyage. Strindberg, avec cet appareil de sept kilos, prit environ 200 photos lors des trois mois que dura leur errance, dont l’une des plus connues montre Andrée et Frænkel contemplant le ballon échoué (voir l’image tout en haut). Andrée et Frænkel collectèrent précieusement les résultats de leurs expériences et les mesures de leurs positions géographiques, respectivement dans le « journal principal » d’Andrée et le journal météorologique de Frænkel. Le journal de Strindberg était quant à lui beaucoup plus personnel, et contenait par exemple ses réflexions sur l’expédition ainsi que des messages pour Anna, sa fiancée.
Les explorateurs avaient chargé dans le ballon un équipement très varié, dont des fusils, des raquettes à neige, des traîneaux, des skis, une tente, un petit bateau (qu’ils devaient monter à partir de bâtons pliés, puis couvrir à l’aide de l’enveloppe de soie du ballon). La majeure partie de ces éléments était stockée dans la nacelle, mais d’autres étaient placés dans l’espace situé sous le brûleur. Le choix de cet équipement n’avait pas été effectué avec une grande attention, et n’avait pas tenu compte des méthodes utilisées par les habitants de régions comparables pour s’adapter aux conditions extrêmes de survie. Sur ce point, Andrée se démarque non seulement des explorateurs qui lui succéderont, mais aussi de bien de ceux qui l’ont précédé. Sven Lundström souligne les efforts supplémentaires harassants que durent fournir les explorateurs pour manœuvrer les traîneaux dessinés par Andrée, qui, au contraire de ceux des Inuits, étaient rigides et non adaptés à un terrain difficile, fait de canaux séparant les morceaux de banquise, de crêtes élevées et de mares au milieu de la glace. Ils n’avaient pas de fourrures pour se vêtir, mais des pantalons et des manteaux de laine, ainsi que des cirés en toile huilée. Malgré les vêtements en toile huilée, les explorateurs semblent avoir été constamment mouillés à cause des véritables piscines d’eau à moitié gelée et de la brume humide, typique de l’été arctique. Le danger était partout, et la perte des provisions lors du franchissement laborieux de l’un des nombreux canaux aurait signifié une mort certaine.
Avant de commencer leur périple sur le terrain difficile, les trois hommes passèrent une semaine dans la tente sur le lieu de l’atterrissage, à préparer leurs affaires et à décider de la suite des opérations. Le très lointain pôle Nord n’était pas une option envisageable, et l’alternative résidait entre deux dépôts de nourriture et de munitions, l’un au cap Flora dans l’archipel François-Joseph et l’autre aux Sept Îles dans le Svalbard (voir la carte ci-contre). Sur la foi des cartes erronées de l’époque, croyant les deux points situés à égale distance de celui de départ, ils décidèrent de mettre le cap sur le cap Flora, afin de rejoindre le dépôt principal. Durant cette semaine, Strindberg prit plus de photos qu’il ne le fera pendant tout le reste du périple, dont une série de douze images formant un panorama à 360 degrés de la zone de l’atterrissage.

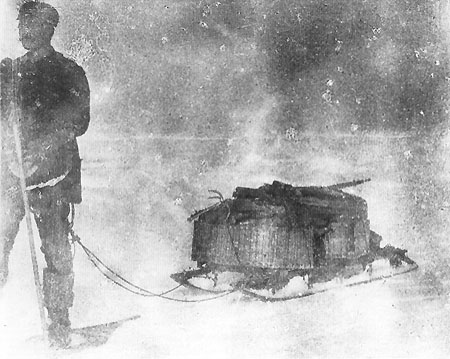
Strindberg sur des raquettes à neige, avec son traîneau surchargé.

Le ballon transportait une grande quantité de nourriture, mais elle était plus adaptée à un voyage en montgolfière qu’à pieds. Andrée avait imaginé qu’il serait possible de jeter par-dessus bord des excédents de nourriture en plus des sacs de sable s’il devenait nécessaire d’alléger le ballon au cours du vol. Cette nourriture pouvait également être utile au cas où un hivernage dans le désert Arctique devenait inévitable. Ils avaient pour ces raisons chargé dans le ballon peu de lest, mais beaucoup de lourdes provisions, pour un total de 767 kilogrammes dont 200 litres d’eau ainsi que des caisses de champagne, de porto ou encore de bière fournies par des sponsors ou des producteurs. Il y avait également du jus de citron, utile pour lutter contre l’apparition du scorbut, mais dans des quantités assez faibles comparativement à ce que d’autres explorateurs polaires considéraient généralement comme nécessaire. La majeure partie de cette nourriture se trouvait sous la forme de boîtes de pemmican, de viande, de fromage et de lait concentré. Une partie avait été jetée lors du voyage en ballon, et les explorateurs emportèrent tout d’abord la majeure partie de ce qui restait en quittant le site d’atterrissage, ainsi que d’autres éléments indispensables tels que des fusils, la tente, des munitions et des ustensiles de cuisine, chargeant chaque traîneau avec plus de 200 kilogrammes. Les traîneaux surchargés se cassèrent et épuisèrent les hommes, qui décidèrent après une semaine de ne conserver que le strict nécessaire, réduisant la charge par traîneau à 130 kilogrammes. Il devint alors plus que jamais nécessaire de chasser pour se procurer de la nourriture, et les naufragés consommèrent ainsi lors de leur périple des phoques, des morses et des ours polaires.

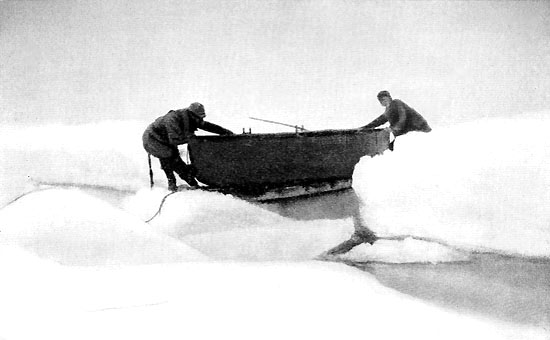
La traversée d’un canal à l’aide du bateau.

La progression vers l’archipel François-Joseph, entamée le 22 juillet, fut rapidement contrariée par la dérive de la glace qui malgré tous leurs efforts faisait en fait reculer les trois hommes. Le 4 août, ils décidèrent, au terme d’une longue concertation, de bifurquer vers le sud-ouest, en direction des Sept Îles, qu’ils espéraient atteindre au bout de six à sept semaines de marche, grâce au courant. Le terrain était généralement difficilement praticable, avec toutefois quelques passages plus reposants sur de la banquise uniforme ou des zones d’eau, qui permirent de mettre en évidence la bonne tenue du bateau (non conçu par Andrée) dont disposaient les explorateurs. Encore une fois, malgré une avancée apparemment importante, ils furent gênés par le vent, qui, variant du sud-ouest au nord-ouest, contraria leur progression et les éloigna des Sept Îles. Ils tentèrent bien de tirer plus à l’ouest, mais durent finalement se rendre à l’évidence que les Sept Îles étaient hors d’atteinte.
Le 12 septembre, ils se résignèrent à passer l’hiver sur place, et établirent un campement sur un grand morceau de banquise. Dérivant à grande vitesse vers le sud en direction de Kvitøya, ils se dépêchèrent de construire une hutte en glace pour se protéger du froid qui se faisait de plus en plus sentir (voir le plan conçu par Strindberg, ci-dessous à droite). La rapidité de leur dérive fit espérer à Andrée qu’ils puissent se retrouver assez loin au sud pour pouvoir se nourrir de la mer. Cependant, le 2 octobre, la banquise se mit à se fissurer juste sous l’abri, à cause des contraintes exercées par la pression contre les côtes de Kvitøya. Ils furent alors forcés de déménager sur l’île elle-même, ce qui leur prit deux jours. Dès lors, le journal d’Andrée, déjà de plus en plus incohérent, se tut. L’état des dernières pages de ce journal laisse supposer que les trois explorateurs sont morts peu après leur installation sur l’île.

## Hypothèses et découverte

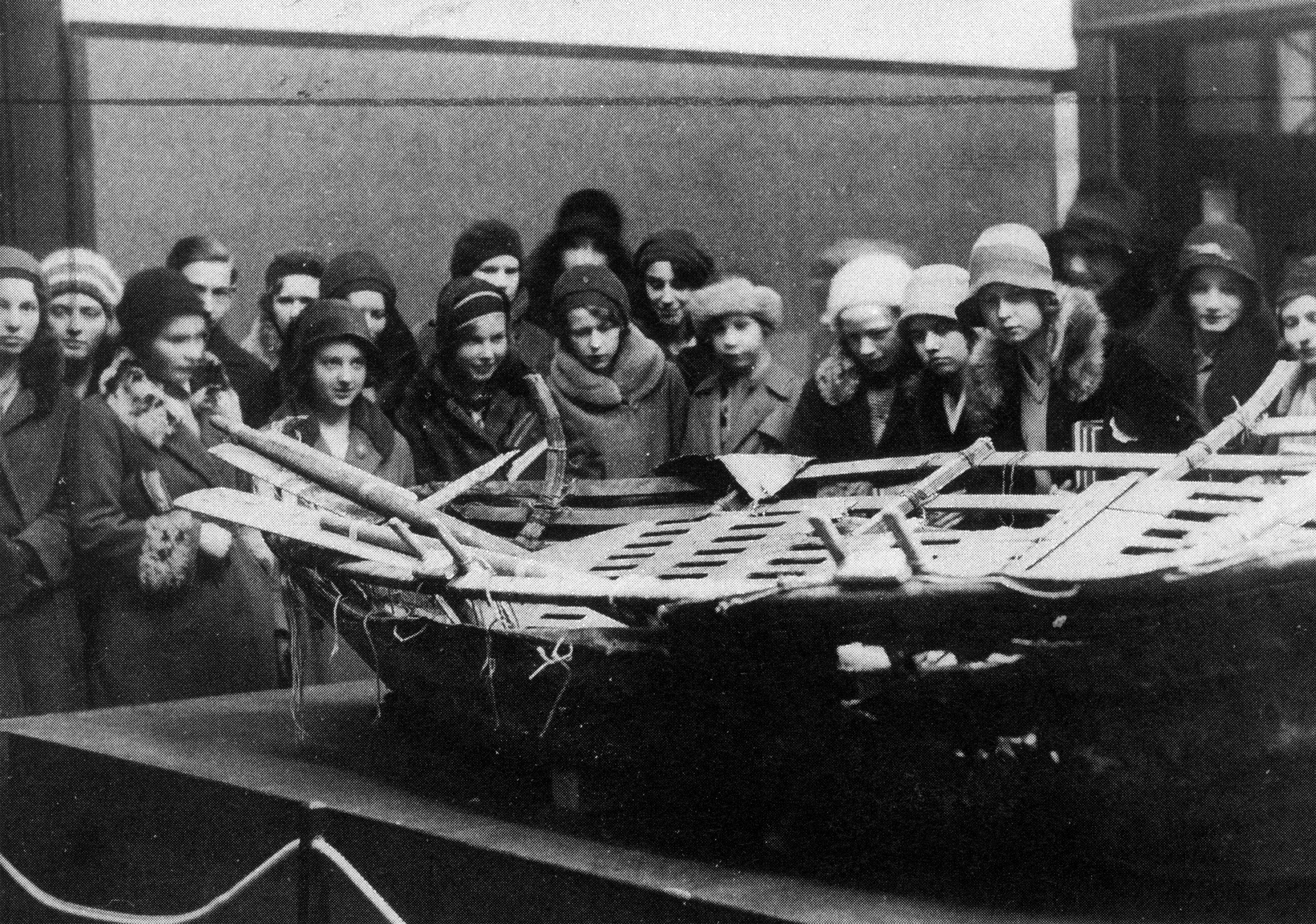
Des élèves visitant en 1930 une exposition présentant à Liljevalchs konsthall à Stockholm les objets trouvés sur Kvitøya.

Durant les 33 ans qui suivirent, le destin de l’expédition fut entouré de mystère, et devint une légende en Suède et dans une moindre mesure ailleurs dans le monde. Les explorateurs furent activement recherchés pendant deux années, et furent l’objet de nombreuses rumeurs, avec de fréquents entrefilets dans les journaux faisant état de possibles découvertes. Une compilation d’articles de journaux américains parus entre 1896 et 1899 laisse apparaître un intérêt plus important pour l’expédition après sa disparition qu’avant son départ, et montre les nombreuses hypothèses qui furent élaborées quant à sa destinée, localisant généralement le ballon loin de Danskøya et du Svalbard. Pour Lundström, certains de ces articles prirent la forme de légendes urbaines, faisant montre d’un grand manque de respect envers les populations indigènes de l’Arctique, souvent présentées comme des sauvages capables de tuer les trois explorateurs, ou se montrant totalement indifférents à leur détresse. Toutes ces hypothèses furent réfutées en 1930, avec la découverte sur Kvitøya par les équipages de deux bateaux, le Bratvaag et l'Isbjørn, du dernier campement de l’expédition.
Le Bratvaag, un navire pêcheur de phoques d’Ålesund en Norvège, était en chasse dans le voisinage de Kvitøya le 5 août 1930. Il avait également à son bord une équipe de scientifiques, menée par Gunnar Horn, et qui avait pour but l’étude des glaciers et des mers de l’archipel du Svalbard. Kvitøya était généralement inaccessible à cette période de l’année pour les baleiniers ou les chasseurs de phoques, puisque entourée par une épaisse ceinture de glace et bien souvent couverte d’un épais brouillard. Toutefois, l’été 1930 avait été particulièrement chaud, si bien que la mer était pratiquement libre aux alentours de l’île. Kvitøya étant connue pour être une zone propice à la chasse au morse, et le brouillard étant en ce jour plutôt fin, une partie de l’équipage du Bratvaag saisit l’opportunité de rejoindre celle qu’ils appelaient l’« île inaccessible ». Deux des marins, Olav Salen et Karl Tusvick, partis à la recherche d’eau, firent près d’un petit ruisseau la découverte du bateau d’Andrée, gelé sous un tas de neige, et rempli de matériel, parmi lequel un hameçon marqué du nom de l’expédition d’Andrée. À la vue de cet hameçon, le capitaine du Bratvaag, Peder Eliassen, envoya son équipage et les membres de la mission scientifique à la recherche d’autres éléments. Ils trouvèrent entre autres un journal et deux squelettes, lesquels furent identifiés, grâce aux monogrammes marquant leurs vêtements, comme étant les restes d’Andrée et Strindberg.
Le Bratvaag dut quitter l’île pour poursuivre son planning de chasse et d’observations scientifiques, et espérait pouvoir au retour revenir près de l’île et vérifier si la glace avait pu fondre encore plus et révéler d’autres objets. L’équipage avertit également les autorités norvégiennes par l’intermédiaire d’autres bateaux de chasse au phoque. Toutefois, à cause d’une mer agitée, il ne put approcher de l’île lors de son retour le 26 août, et c’est l''Isbjørn, un navire affrété par des journalistes dans le but initial d’intercepter le Bratvaag, qui à défaut de remplir sa première mission, se rendit sur Kvitøya qu’il atteignit le 5 septembre. La glace y avait encore fondu, et après avoir photographié la zone, l’équipage mit au jour le corps de Frænkel ainsi que d’autres objets, parmi lesquels une boîte de conserve contenant le film photographique de Strindberg de même que son journal de bord et ses cartes.
Les objets découverts furent remis à Tromsø aux gouvernements suédois et norvégien, le 2 septembre par l’équipage du Bratvaag et le 5 par celui de l'Isbjørn. Les corps des trois explorateurs furent quant à eux transportés à Stockholm, où ils arrivèrent le 5 octobre.

## Causes de leur décès

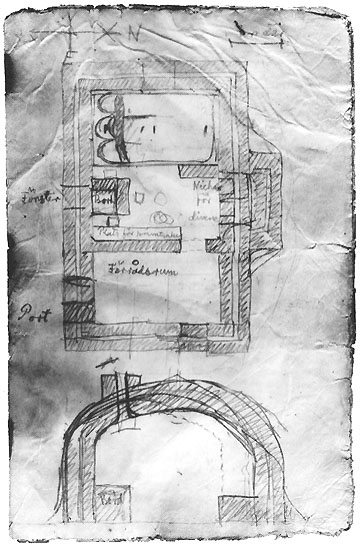
Le plan de Strindberg pour leur hutte sur la banquise, qui ne fut seulement utilisée que quelques jours avant que la glace ne se brise. Le dessin montre, de haut en bas, une chambre à coucher avec un sac de couchage à trois places, une pièce où se trouvait une table, et une remise.

Les corps des trois hommes furent incinérés avant que des examens approfondis ne puissent être réalisés. La question de la cause exacte de leur décès a provoqué un grand intérêt ainsi que certaines controverses dans le monde universitaire, et plusieurs médecins ou historiens amateurs ont relu les journaux des aventuriers avec grande attention, y cherchant des indices dans le régime alimentaire, des plaintes révélatrices de certains symptômes, ou encore examinant la description du lieu de leur décès. Les principales observations sont :
- ils n’ont principalement consommé que des quantités à peine suffisantes de nourriture en conserve ou séchée provenant des réserves du ballon, ainsi que de larges rations de viande à moitié cuite d’ours polaire ou parfois de phoque ;
- ils ont souvent eu à se plaindre de diarrhée ou de maux aux pieds, et furent continuellement fatigués, gelés et humides ;
- quand ils durent déménager pour s’installer sur l’île, ils laissèrent la majeure partie de leur équipement et de leurs stocks utiles en dehors de la tente, et même au bord de l’eau ; comme s’ils avaient été trop fatigués, malades ou résignés pour le transporter plus loin.

Le plus jeune des trois, Strindberg, fut le premier à périr, et fut « enterré » (en fait calé dans un interstice d’une falaise) par ses compagnons.
La suggestion la plus répandue et généralement acceptée est celle du médecin Ernst Tryde, qui dans son livre De döda på Vitön (Les morts sur Kvitøya) publié en 1952 avance l’hypothèse selon laquelle les trois hommes seraient morts de trichinose, qu’ils auraient contracté en mangeant de la viande d’ours insuffisamment cuite. Des larves de trichinella spiralis furent en effet retrouvées dans une carcasse d’ours polaire sur Kvitøya. Lundström et Sundman défendent tous deux cette explication, alors que d’autres mettent en avant le fait que la diarrhée, qui est le seul symptôme évoqué par Tryde pour justifier son choix, pouvait très bien résulter du régime alimentaire particulièrement pauvre des explorateurs, et que d’autres symptômes plus caractéristiques de la trichinose sont manquants. Par ailleurs, Fridtjof Nansen et son compagnon Hjalmar Johansen ont pendant quinze mois vécu dans la même région du globe en se nourrissant majoritairement de viande d’ours polaire, et ce sans tomber malades,. D’autres hypothèses évoquent un empoisonnement à la vitamine A dû à la consommation de foie d’ours polaire (son journal montre toutefois qu’Andrée était conscient de ce danger), un empoisonnement au monoxyde de carbone (cette théorie n’eut que de rares défenseurs du fait que le réchaud fut trouvé en position éteinte, le réservoir contenant encore du pétrole), le saturnisme, susceptible d’avoir été contracté par l’intermédiaire des boîtes de conserves contenant leur nourriture, le scorbut, le botulisme, un suicide (ils disposaient de grandes quantités d’opium), une attaque par des ours polaires, le froid, ou encore une déshydratation associée à une grande fatigue, à l’apathie et au désespoir. Cette dernière explication a les faveurs de Kjellström, qui reproche à Tryde de ne pas avoir tenu compte de la difficulté de leur vie quotidienne, et plus particulièrement du coup de massue porté par la rupture de la glace juste sous leur abri provisoire et de la marche forcée vers l’île qui en résulta. Si on retient généralement qu’ils sont morts entourés de nourriture, Kjellström se montre plutôt surpris qu’ils aient pu trouver la force de survivre si longtemps.

## Héritage

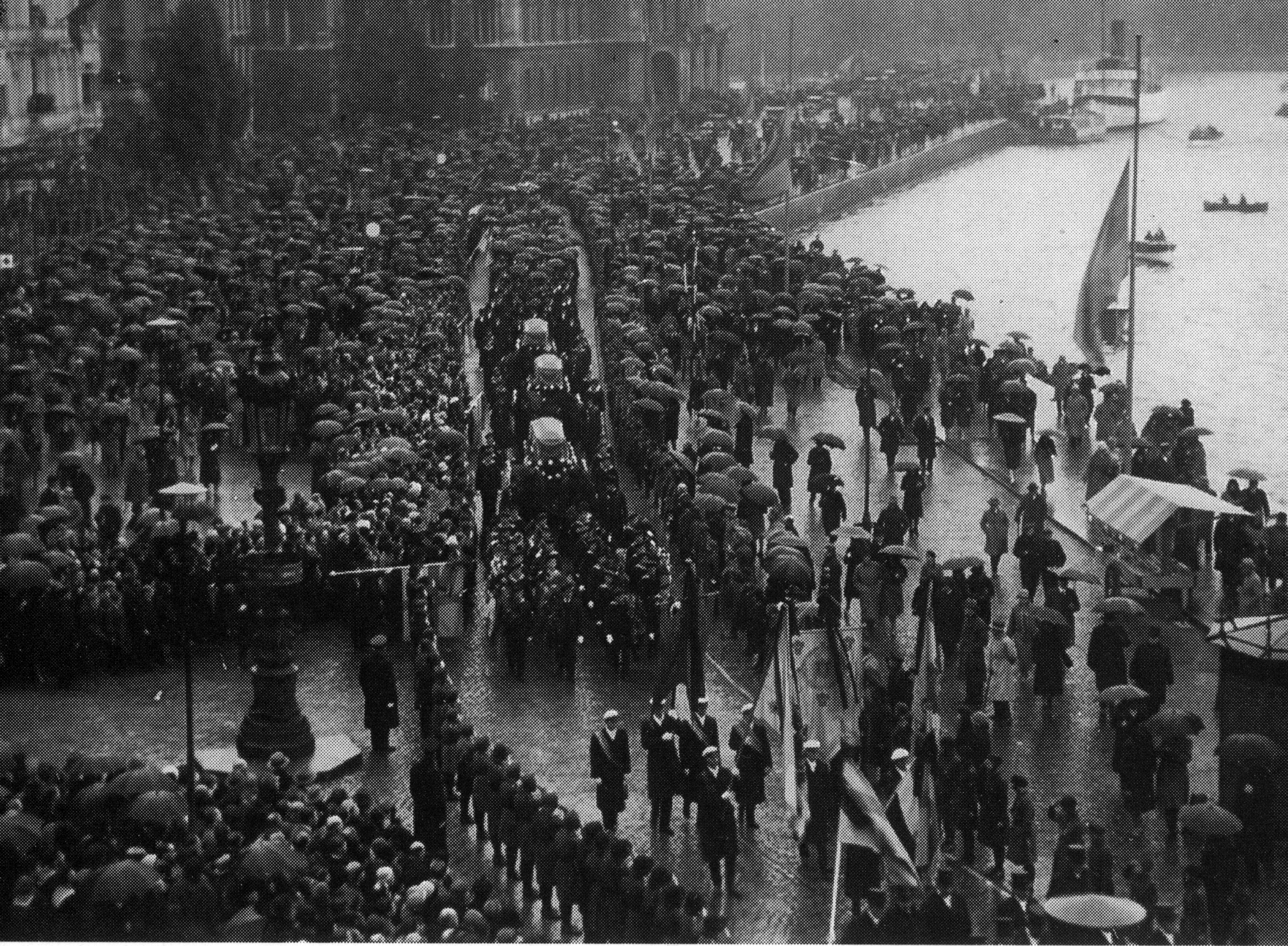
Le retour dans les rues de Stockholm des restes des trois explorateurs, le 5 octobre 1930.

En 1897, l’entreprise audacieuse d’Andrée fit le lit de la ferveur patriotique suédoise et nourrit le rêve de voir la Suède mener la course scientifique en Arctique. Le titre d’ingénieur — « Ingenjör Andrée » — était utilisé de manière habituelle et révérentieuse pour le désigner, cristallisant la grande estime portée à l’époque à cet ingénieur, symbole d’un progrès social rendu possible par les avancées technologiques. Les trois explorateurs furent acclamés lors de leur départ et pleurés par toute une nation quand ils disparurent. La découverte de leurs corps donna lieu à l’exaltation de l’héroïsme de ces hommes engagés pendant deux mois dans une lutte vouée à l’échec et visant à rejoindre des terres hospitalières, ainsi qu’à la célébration d’une mort altruiste pour un idéal de science et de progrès. Le retour à Stockholm de leurs dépouilles mortelles fut pour l’historien Sverker Sörlin l’une des manifestations les plus grandioses et solennelles de deuil national ayant eu lieu en Suède, comparable à celle qui suivit le naufrage de l’Estonia en septembre 1994.
Les motivations d’Andrée furent ensuite remises en question, tout d’abord par le roman à succès de Per Olof Sundman Le Voyage de l’ingénieur Andrée publié en 1967, qui dépeint un Andrée plus peureux que courageux, victime des pressions exercées par les médias ainsi que les élites politiques et scientifiques suédoises. Ce roman fut adapté au cinéma en 1982 par Jan Troell sous le titre Le Vol de l'aigle.
Nils Strindberg est de plus en plus loué, à la fois pour la force morale dont le jeune étudiant inexpérimenté a fait preuve pour continuer à photographier tout ce qu’il pouvait malgré un état physique en permanence à la limite de la rupture pour cause d’épuisement et de froid, ainsi que pour la qualité artistique de ses clichés. Des 240 images retrouvées sur Kvitøya dans des récipients imbibés d’eau, 93 purent être sauvées par John Hertzberg sur le lieu même de travail de Strindberg, à l’Institut royal de technologie de Stockholm. Dans son article Recovering the visual history of the Andrée expedition, Tyrone Martinsson déplore en 2004 la part prépondérante des écrits — les journaux des explorateurs — comme sources primaires d’information, et réaffirme l’importance historique des photographies.
En 1983, le compositeur américain Dominick Argento a créé un cycle pour baryton et piano intitulé « The Andrée Expedition ». Il met en musique des textes extraits des journaux et lettres des explorateurs.
En 2019, Hélène Gaudy publie Un monde sans rivage, construit comme une enquête réalisée à partir des photos de l'expédition retrouvées en 1930.